# Simpson Desert National Park
Simpson Desert National Park är en park i Australien. Den ligger i delstaten Queensland, omkring 1 500 kilometer väster om delstatshuvudstaden Brisbane. Simpson Desert National Park ligger 56 meter över havet. Arean är 10,1 kvadratkilometer.
Trakten runt Simpson Desert National Park är nära nog obefolkad, med mindre än två invånare per kvadratkilometer.. Det finns inga samhällen i närheten.
Omgivningarna runt Simpson Desert National Park är i huvudsak ett öppet busklandskap. Genomsnittlig årsnederbörd är 173 millimeter. Den regnigaste månaden är mars, med i genomsnitt 35 mm nederbörd, och den torraste är augusti, med 1 mm nederbörd.